# Geranium dalmaticum
Geranium dalmaticum är en näveväxtart som först beskrevs av Günther von Mannagetta und Lërchenau Beck, och fick sitt nu gällande namn av Karl Heinz Rechinger. Geranium dalmaticum ingår i släktet nävor, och familjen näveväxter. Inga underarter finns listade i Catalogue of Life.